# Gerhard Charles Rump
Gerhard Charles Rump (* 24. Februar 1947 in Bochum; † 26. Juli 2020 in Berlin) war ein Kunsthistoriker und Kunsttheoretiker mit dem Schwerpunkt auf Zeitgenössischer Kunst, Privatdozent an der Technischen Universität Berlin, Kurator, Galerist und Fotokünstler.

## Biografie
Er wurde am 24. Februar 1947 in Bochum geboren. Nach dem Abitur an der Graf-Engelbert-Schule 1967 studierte er von 1968 bis 1972 Kunstgeschichte, Anglistik, Philosophie, Pädagogik und Psychologie an der Ruhr-Universität Bochum, später noch Anthropologie an der Rheinischen-Friedrich-Wilhelms-Universität in Bonn. 1972 promovierte er über den britischen Porträtisten des 18. Jahrhunderts George Romney. 
Er wurde Fachreferent an der Universitätsbibliothek Bochum, bevor er 1974 eine Assistenz für Kunstgeschichte an der Rheinischen Friedrich-Wilhelms-Universität Bonn antrat. Von 1983 an arbeitete er als freischaffender Journalist für „Die Welt“ und den „Rheinischen Merkur“ sowie für regionale Blätter, wie die „Kölnische Rundschau“ und die „Bonner Rundschau“. Zudem arbeitete er als Vermögensberater für die „Deutsche Vermögensberatung“. 1986/7 war er Denkmalpfleger der Stadt Wesel, bevor er beim Druckerhersteller Mannesmann Tally (heute Tally Genicom) 1987 zunächst als Manager für Unternehmenskommunikation, später als Marketing-Direktor arbeitete. 1987 habilitierte er sich an der Universität Duisburg. 
1994 kehrte er als Redakteur für den Kunstmarkt der Zeitung „Die Welt“ zum Journalismus zurück, während er seine Forschungen zu Kunstgeschichte und Kunsttheorie fortsetzte. Dabei stellte die Medientheorie ein Hauptgebiet dar; vor allem die Kunst-Kommunikation und die Semiotik.
Auch führte er seine Karriere als Fotokünstler fort. 2009 gehörte er zu den Mitautoren von Konstantin Akinshas Beitrag zur Russischen Avantgarde, welcher mit dem „Clarion Award“ der Association for Women in Communications ausgezeichnet wurde.
2010 verließ er schließlich „Die Welt“, um sich auf die Hochschullehre, das Schreiben und Kuratieren von Ausstellungen zu konzentrieren.
2011 gründete er gemeinsam mit Catrin Rothe und Bernhard Ailinger die Kunstprojekt und Produzentengalerie „RAR Gallery“ — Berlin, New York (NY) und Palo Alto (CA).

## Publikationen (Auswahl)
- Rekonstruktionen. Positionen zeitgenössischer Kunst. B&S Siebenhaar Verlag, Berlin 2010
- Mit Jürgen Raap: Stephan Kaluza: Abfolgen. Edition Vits, Düsseldorf 2005
- runningMARS. Kunstforum Niederrhein, Emmerich 2004 (Ausstellungskatalog)
- Mit Natascha Plankermann: Kate Waters. Twentyfourseven. Galerie Voss, Düsseldorf 2003 (Ausstellungskatalog)
- Mythos und Moderne. Edvard Frank, Leben und Werk. Eine Biographie mit Briefen. Rathaus Galerie, Euskirchen 1999. (Ausstellungskatalog)
- London Yesterda. Gingko Press, Berkeley Ca, Kunstverlag Weingarten, Weingarten 1998
- Mit Peter Weiermair: Günter Blum. Venus. Ed. Braus, Heidelberg 1997
- Kunstwissenschaft und Verhaltensforschung. Studien zu verhaltensbiologischen Motivationen in künstlerischen Darstellungen. Deparade Verlag, Soest 1993
- Jochims, Gotthard Graubner. Inter Nationes (Fine Arts), Bonn 1986
- Vergangenheitsrechnen. (Folia Pataphysica, 4) CMZ-Verlag, Rheinbach-Merzbach 1986
- How to Look at an Abstract Painting. Inter Nationes (Fine Arts), Bonn 1985
- Pferde und Jagdbilder in der englischen Kunst. Studien zu George Stubbs und dem Genre der "Sporting Art" von 1650 bis 1830. Olms, Hildesheim, New York 1983
- Gerhard Charles Rump (Hrsg.): Gefängnis und Paradies: Momente in der Geschichte eines Motivs. Habelt, Bonn 1982
- Geschichte als Paradigma: Zur Reflexion des Historischen in der Kunst. Habelt, Bonn 1982
- Gerhard Charles Rump, Wilfried Heindrich (Hrsg.): Interaktionsanalysen. Aspekte dialogischer Kommunikation. Gerstenberg, Hildesheim 1982
- Kunstpsychologie. Kunst und Psychoanalyse. Kunstwissenschaft. Psychologische, Anthropologische, Semiotische Versuche zur Kunstwissenschaft. Olms, Hildesheim, New York 1981
- Gerhard Charles Rump (Hrsg.): Carl Buchheister (1890–1964). Ausgewählte Schriften und Briefe. Gerstenberg, Hildesheim 1980
- Gerhard Charles Rump, Wilfried Heindrichs (Hrsg.): Dialoge. Beiträge zur Interaktions- und Diskursanalyse. Gerstenberg, Hildesheim 1979
- Gerhard Charles Rump (Hrsg.): Kunst und Kunsttheorie des XVIII. Jahrhunderts in England. Studien zum Wandel ästhetischer Anschauungen 1650–1830. Gerstenberg, Hildesheim 1979
- Medium und Kunst. Olms, Hildesheim, New York, 1978
- Bildstruktur - Erkenntnisstruktur: Gegenseitige Bedingungen von Kunst und Verhalten. Kastellaun: Henn 1978.
- Friedrich Gräsel. In: Bildhauer heute, Bd. 2. Gerstenberg, Hildesheim 1978
- George Romney (1734–1802). Zur Bildform der Bürgerlichen Mitte in der Englischen Neoklassik. 2 Bde. Olms, Hildesheim, New York 1974
- Gerhard Charles Rump (Hrsg.): Sprachnetze. Studien zur literarischen Sprachverwendung. Mit Beiträgen zu Rainer Werner Fassbinder, Agatha Christie, André Breton und James Joyce. Olms, Hildesheim, New York 1976.